# Euplexia augens
Euplexia augens är en fjärilsart som beskrevs av Felder 1874. Euplexia augens ingår i släktet Euplexia och familjen nattflyn. Inga underarter finns listade i Catalogue of Life.